# Carl Spitteler
Carl Friedrich Georg Spitteler (bút danh: Carl Felix Tandem; 24 tháng 4 năm 1845 – 29 tháng 12 năm 1924) là nhà thơ, nhà văn Thụy Sĩ viết tiếng Đức đoạt giải Nobel Văn học năm 1919.

## Tiểu sử
Carl Spitteler sinh ở thị trấn Liestal, Thụy Sĩ trong một gia đình công chức, từ nhỏ đã tỏ ra có năng khiếu hội họa và âm nhạc, nhưng sau bắt đầu sáng tác thơ vì say mê các nhà thơ Phục Hưng. Năm 1863 ông theo học khoa Luật của Đại học Zurich. Năm 1865-1870, ông học tiếp khoa Thần học ở các trường Đại học Zurich, Đại học Heidelberg và Đại học Basel, nhưng rồi từ chối làm mục sư để có điều kiện hoạt động văn học. Năm 1871-1879, Spitteler làm thầy dạy con trai thứ của tướng Standertskjold ở Sankt-Peterburg, sáng tác thiên trường ca sử thi Prometheus und Epimetheus (Prometheus và Epimetheus, 1881), rồi trở về Thụy Sĩ dùng tiền của mình để xuất bản tác phẩm này dưới bút danh Carl Felix Tandem. Sau khi ra đời, cuốn sách không được chú ý, Spitteler đành quay về nghề dạy học và viết báo, rồi cưới vợ là học trò của mình. Chỉ đến năm 1892, sau khi thừa hưởng khoản tài sản lớn của gia đình vợ, Spitteler mới chuyên tâm vào sáng tác.
Các tác phẩm của Carl Spitteler pha trộn huyền thoại Kinh Thánh và thần thoại Hy Lạp với quan điểm hiện đại, chịu ảnh hưởng của Friedrich Nietzsche và Arthur Schopenhauer. Năm 1887 Nietzsche đề cử Spitteler làm chủ bút tờ tạp chí Điểm văn của München. Sau 10 năm, Spitteler tái bản trường ca Prometheus und Epimetheus, ký tên thật của mình thì bị buộc tội là ăn cắp ý tưởng từ tiểu thuyết Also sprach Zarathustra (Zarathustra đã nói như thế) của Nietzsche, mặc dù tác phẩm của Spitteler ra đời trước sách của Nietzsche. Spitteler buộc phải tự vệ trong tập sách Meine Beziehungen zu Nietzsche (Các quan hệ của tôi với Nietzsche). Tác phẩm tiêu biểu nhất của Spitteler là thiên sử thi Der Olympischer Frühling (Mùa xuân Olympia) được viết và in rải rác từng phần trong các năm 1900-1906, sửa chữa in lại trọn bộ năm 1910, nói về cuộc đấu tranh giữa các thần linh và con người vì một hạnh phúc trong sáng. Đây là tác phẩm hàm chứa sự kết hợp phức tạp nhất của huyền thoại, tính hài hước, trí tưởng tượng, tôn giáo và phúng dụ được viết bằng thể thơ Hexameter Iambic. Chính tác phẩm này đã giúp ông đoạt giải Nobel năm 1919. Carl Spitteler được đánh giá là bậc thầy của thơ trữ tình triết lý. Ông sống ẩn dật, tránh mọi phát biểu về chính trị và tôn giáo, không đến dự lễ trao giải vì ốm yếu. Ông mất năm 79 tuổi. Romain Rolland đọc điếu văn, gọi ông là "Homer của chúng ta, nhà thơ viết tiếng Đức vĩ đại nhất kể từ thời Goethe".

## Tác phẩm
- Prometheus und Epimetheus (Prometheus và Epimetheus, 1881), trường ca sử thi
- Extramundana (Về cái siêu nhiên, 1883), trường ca
- Schmetterlinge (Những chú bướm, 1889), thơ
- Friedli der Kolderi (Friedli bé nhỏ ở Kolderi, 1891), tiểu thuyết
- Gustav (1892), tiểu thuyết
- Litterarische Gleichnisse (Ngụ ngôn văn học, 1892), thơ
- Balladen (1896), thơ
- Der Gotthard (Động Gotthard, 1897), sách hướng dẫn du lịch
- Conrad der Leutnant (Trung úy Conrad, 1898), tiểu thuyết
- Lachende Wahrheiten (Sự thật biết cười, 1898), tập phê bình
- Der Olympischer Frühling (Mùa xuân Olympia, 1900-1906), trường ca sử thi, gồm 4 cuốn:
  - Die Auffahrt (Khúc dạo đầu)
  - Hera die Braut (Cô dâu)
  - Die hohe Zeit (Thời đại cao cả)
  - Ende und Wende (Sau cùng và đổi thay)
- Glockenlieder (Những bài thánh ca, 1906), thơ
- Imago (Bướm, 1908), truyện vừa
- Gerold und Hansli, die Mädchenfeinde (Gerold và Hansli, người ghét đàn bà, 1907), truyện thiếu nhi
- Meine Beziehungen zu Nietzsche (Các quan hệ của tôi với Nietzsche, 1908)
- Meine fruhesten Erlebnisse (Những trải nghiệm đầu tiên, 1914)
- Prometheus der Dulder (Prometheus, người đau khổ, 1924), thơ sử thi